# Métamorphoses
Métamorphoses è il dodicesimo album in studio del compositore francese Jean-Michel Jarre, pubblicato nel 2000 dalla Disques Dreyfus.

## Il disco
L'album avrebbe dovuto essere originariamente prodotto con il contributo dei Kraftwerk, band tedesca, ma in seguito ad alcuni conflitti la collaborazione venne annullata.
Per la prima volta nella sua carriera (eccezion fatta per Zoolook, dove però le voci erano in gran parte campionate), Jarre ha incentrato un album sull'uso della voce (in qualche brano la sua stessa, filtrata attraverso un vocoder). Tra gli ospiti vocali vi sono Natacha Atlas (in C'est la Vie), Laurie Anderson (in Je Me Souviens, seconda collaborazione dopo quella in Zoolook) e Sharon Corr (Rendez-vous à Paris).

## Tracce
1. Je Me Souviens – 4:24
2. C'est La Vie – 7:10
3. Rendez-Vous à Paris – 4:18
4. Hey Gagarin – 6:20
5. Millions of Stars – 5:40
6. Tout Est Bleu – 6:01
7. Love Love Love – 4:26
8. Bells – 3:48
9. Miss Moon – 6:08
10. Give Me a Sign – 3:49
11. Gloria, Lonely Boy – 5:32
12. Silhouette – 2:29

## Musicisti
- Jean-Michel Jarre - tastiere, sintetizzatori
- Joachim Garraud - programmazione ritmica, gestione sonora, tastiere addizionali
- Laurie Anderson - voce in Je Me Souviens
- Natacha Atlas - voce in C'est La Vie
- Sharon Corr - violino in Rendez-Vous à Paris
- Veronique Bossa - voce in Give Me A Sign e Millions Of Stars
- Dierdre Dubois - voce in Miss Moon
- Lisa Jacobs - voce in Millions Of Stars
- Ozlam Cetin - voce in Shilouette
- Francis Rimbert - tastiere addizionali